# Alfred Lange (Wirtschaftswissenschaftler)
Alfred Lange (* 13. Mai 1927; † 15. November 1975) war ein deutscher Wirtschaftswissenschaftler. Er war von 1963 bis 1969 Rektor der Hochschule für Ökonomie Berlin (HfÖ).

## Leben
Lange erwarb an der Vorstudienanstalt in Halle (Saale) das Abitur. Danach nahm er ein Studium der Wirtschaftswissenschaften auf, das er mit dem Abschluss als Diplom-Wirtschaftswissenschaftler beendete. Anschließend arbeitete er als Assistent bzw. Hauptdirektor der VVB Ziegel- und Baustoffindustrie. Von 1953 bis 1961 war Lange Mitarbeiter des ZK der SED. 1957 promovierte er an der Universität Leipzig zum Dr. rer. oec.
Ab 1958 war er wissenschaftlicher Mitarbeiter später Leiter der Arbeitsgruppe Ökonomie der Industrie und Leitungsmethoden bei der Wirtschaftskommission des Politbüros des ZK der SED. 1961 nahm er seine Lehrtätigkeit an der HfÖ auf. An der HfÖ habilitierte er sich und wirkte von Oktober 1963 bis 1969 als Rektor der HfÖ, als Direktor des Instituts für sozialistische Wissenschaftsorganisation und danach als stellvertretender Direktor der Sektion sozialistische Volkswirtschaft sowie als Prorektor für Forschung.

## Auszeichnungen
- Vaterländischer Verdienstorden in Bronze (1964)
- Verdienstmedaille der DDR